# Виталий (епископ Брешиа)
Виталий (лат. Vitalis; умер не позднее 753) — епископ Брешиа в середине VIII века.

## Биография
В списках глав Брешианской епархии Виталий упоминается как преемник Теобальда и предшественник Бенедикта. Он был епископом в городе Брешиа в середине VIII века. Хотя в трудах некоторых авторов приводятся и более точные даты (например, у П.-Б. Гамса это 756—761 годы), они не подтверждаются данными средневековых исторических источников. О деятельности Виталия как епископа Брешиа никаких свидетельств не сохранилось. Вероятно, Виталий должен был скончаться незадолго до 753 года, так как к тому времени относятся первые сведения о епископе Бенедикте.